# Менсфилд (Луизијана)
Менсфилд (енгл. Mansfield) град је у америчкој савезној држави Луизијана.

## Демографија
По попису из 2010. године број становника је 5.001, што је 581 (-10,4%) становника мање него 2000. године.
| Група             | 2000.         | 2010.         |
| Белци             | 1.865 (33,4%) | 1.029 (20,6%) |
| Афроамериканци    | 3.587 (64,3%) | 3.824 (76,5%) |
| Азијати           | 15 (0,3%)     | 18 (0,4%)     |
| Хиспаноамериканци | 89 (1,6%)     | 110 (2,2%)    |
| Укупно            | 5.582         | 5.001         |